# Sexdrega
Sexdrega är en tätort i Svenljunga kommun och kyrkbyn i Sexdrega socken.

## Etymologi
Det svårtydda namnet Sexdrega (skrevs 1314 Sexdræghum) betyder troligen "sex drag" och är från början beteckning på ett ställe vid Ätran där man haft sex platser för fiskfångst genom notdragning.

## Historia

### Befolkningsutveckling
| Befolkningsutvecklingen i Sexdrega 1960–2020 | Befolkningsutvecklingen i Sexdrega 1960–2020 | Befolkningsutvecklingen i Sexdrega 1960–2020 | Befolkningsutvecklingen i Sexdrega 1960–2020 | Befolkningsutvecklingen i Sexdrega 1960–2020 |
| -------------------------------------------- | -------------------------------------------- | -------------------------------------------- | -------------------------------------------- | -------------------------------------------- |
|                                              |                                              |                                              |                                              |                                              |
| År                                           |                                              |                                              | Folkmängd                                    | Areal (ha)                                   |
| 1960                                         | 1960                                         |                                              | 315                                          |                                              |
| 1965                                         | 1965                                         |                                              | 353                                          |                                              |
| 1970                                         | 1970                                         |                                              | 391                                          |                                              |
| 1975                                         | 1975                                         |                                              | 558                                          |                                              |
| 1980                                         | 1980                                         |                                              | 865                                          |                                              |
| 1990                                         | 1990                                         |                                              | 826                                          | 87                                           |
| 1995                                         | 1995                                         |                                              | 829                                          | 92                                           |
| 2000                                         | 2000                                         |                                              | 811                                          | 92                                           |
| 2005                                         | 2005                                         |                                              | 788                                          | 92                                           |
| 2010                                         | 2010                                         |                                              | 787                                          | 92                                           |
| 2015                                         | 2015                                         |                                              | 802                                          | 123                                          |
| 2020                                         | 2020                                         |                                              | 813                                          | 123                                          |
|                                              |                                              |                                              |                                              |                                              |

## Samhället
Sexdrega är en gammal by med mycket historia. I byn finns det välbevarade  Åkersta vin och spiritosamuseum. Du hittar även Sexdrega Medborgarhus som anordnat event och Sexdrega Loppis som håller tipspromenader. Byn har också en F-6 skola, förskola, äldreboende, veterinär, matbutik, pizzeria och en kyrka från tidigt 1800-tal. Byn har nära till både Svenljunga och Borås, dit många pendlar.

## Idrott
Fotbollslaget heter FC Lockryd och är en sammansättning av spelare från Sexdrega och grannorterna Aplared och Hillared.  
I byn finns även padelhall, gym, fotbollsplan, ljusspår, tre vandringsleder och anslutning till Banvallen, en del av Sjuhärardsrundan och Ätranturen.